# Assinia pumilio
Assinia pumilio är en skalbaggsart som först beskrevs av Hermann Julius Kolbe 1893.  Assinia pumilio ingår i släktet Assinia och familjen långhorningar. Inga underarter finns listade.